# 드미트로 데미야뉴크
드미트로 올렉시요비치 데미야뉴크(우크라이나어: Дми́тро Олексі́йович Дем'яню́к, 1983년 6월 30일~)는 우크라이나의 육상 선수로 주 종목은 높이뛰기이다. 2008년과 2012년 하계 올림픽에 참가했다.

## 경력
르비우 출신으로 그의 아버지인 올렉시도 높이뛰기 선수로 활동했다. 르비우 스포츠전문 대학과 르비우 기술 및 경제 대학에서 법학부로 졸업했다. 이후 르비우 폴리테크닉 국립대학교에서 디자인 학부 인턴으로 공부했다.
2011년 6월 스웨덴 스톡홀름에서 열린 2011년 유럽 팀 선수권 대회에서 개인 최고 기록인 2.35m로 순위 1위를 차지했다. 같은 해 7월에는 리우데자네이루에서 열린 2011년 세계 군인 체육 대회에서 2.20m의 기록으로 동메달을 획득했다.
2015년 르비우 주립 체육 문화 대학교를 졸업했다.